# Llista de cançons del Guitar Hero: Metallica
Repertori complet del Guitar Hero: Metallica, videojoc musical desenvolupat per Neversoft i Budcat Creations, i publicat per Activision. Es tracta de la tercera expansió de la saga Guitar Hero. El joc va sortir a la venda el 29 de maig de 2009 a Europa per a les consoles Xbox 360, PlayStation 2, PlayStation 3 i Wii. És la segona expansió de la saga dedicada a una banda específica, aquest cop al grup de rock dur Metallica, després de l'anterior Guitar Hero: Aerosmith.
El repertori està format per un total de 49 cançons, 28 de Metallica i les 21 restants són d'altres grups i van ser escollides pels seus membres perquè van influenciar el grup. Les versions de Playstation 2 i la Wii inclouen tres packs de l'àlbum Death Magnetic, per a les altres estan disponibles com a material descarregable.

## Repertori principal
El mode carrera inclou una llista de 52 cançons dividides en nou escenaris que estan ordenats pel nivell de dificultat. D'aquestes cançons, 39 són pròpies de Metallica i la resta van ser escollides pels membres per la seva influència durant tota la trajectòria del grup. Totes les cançons són gravacions originals i dues han estat re-gravades especialment pel videojoc.
| Any  | Títol                              | Artista                              | Escenari formació       | Escenari Individual     |
| ---- | ---------------------------------- | ------------------------------------ | ----------------------- | ----------------------- |
| 2008 | "Ace of Spades"1                   | Motörhead                            | 5. Damaged Justice Tour | 6. The Meadowlands      |
| 1994 | "Albatross"                        | Corrosion of Conformity              | 4. Hammersmith Apollo   | 2. Tushino Air Field    |
| 2008 | "All Nightmare Long"               | Metallica                            | 5. Damaged Justice Tour | 5. Damaged Justice Tour |
| 1982 | "Am I Evil?"                       | Diamond Head                         | 6. The Meadowlands      | 7. Donington Park       |
| 1980 | "Armed and Ready"                  | Michael Schenker Group               | 4. Hammersmith Apollo   | 5. Damaged Justice Tour |
| 1986 | "Battery"                          | Metallica                            | 6. The Meadowlands      | 6. The Meadowlands      |
| 2007 | "Beautiful Mourning"               | Machine Head                         | 7. Donington Park       | 6. The Meadowlands      |
| 2008 | "The Black River"                  | The Sword                            | 5. Damaged Justice Tour | 4. Hammersmith Apollo   |
| 2004 | "Blood and Thunder"                | Mastodon                             | 6. The Meadowlands      | 6. The Meadowlands      |
| 1976 | "The Boys Are Back in Town"        | Thin Lizzy                           | 4. Hammersmith Apollo   | 4. Hammersmith Apollo   |
| 2008 | "Broken, Beat & Scarred"2          | Metallica                            | 9. The Stone Nightclub  | 9. Death Magnetic       |
| 1984 | "Creeping Death"                   | Metallica                            | 6. The Meadowlands      | 6. The Meadowlands      |
| 2008 | "Cyanide"2                         | Metallica                            | 9. The Stone Nightclub  | 9. Death Magnetic       |
| 1994 | "Demon Cleaner"                    | Kyuss                                | 2. Tushino Air Field    | 5. Damaged Justice Tour |
| 1986 | "Disposable Heroes"                | Metallica                            | 7. Donington Park       | 7. Donington Park       |
| 1988 | "Dyers Eve"                        | Metallica                            | 7. Donington Park       | 7. Donington Park       |
| 1991 | "Enter Sandman"                    | Metallica                            | 3. Metallica at Tushino | 3. Metallica at Tushino |
| 2008 | "Evil"1                            | Mercyful Fate                        | 7. Donington Park       | 7. Donington Park       |
| 1984 | "Fade to Black"                    | Metallica                            | 4. Hammersmith Apollo   | 5. Damaged Justice Tour |
| 1984 | "Fight Fire with Fire"             | Metallica                            | 7. Donington Park       | 7. Donington Park       |
| 1984 | "For Whom the Bell Tolls"          | Metallica                            | 1. The Forum            | 1. The Forum            |
| 2003 | "Frantic"                          | Metallica                            | 5. Damaged Justice Tour | 5. Damaged Justice Tour |
| 1997 | "Fuel"                             | Metallica                            | 5. Damaged Justice Tour | 4. Hammersmith Apollo   |
| 1978 | "Hell Bent for Leather"            | Judas Priest                         | 5. Damaged Justice Tour | 5. Damaged Justice Tour |
| 1983 | "Hit the Lights"                   | Metallica                            | 5. Damaged Justice Tour | 6. The Meadowlands      |
| 1996 | "King Nothing"                     | Metallica                            | 3. Metallica at Tushino | 3. Metallica at Tushino |
| 1986 | "Master of Puppets"                | Metallica                            | 6. The Meadowlands      | 6. The Meadowlands      |
| 1997 | "The Memory Remains"               | Metallica                            | 4. Hammersmith Apollo   | 4. Hammersmith Apollo   |
| 1998 | "Mercyful Fate"                    | Metallica                            | 6. The Meadowlands      | 5. Damaged Justice Tour |
| 1998 | "Mommy's Little Monster" (Directe) | Social Distortion                    | 5. Damaged Justice Tour | 5. Damaged Justice Tour |
| 1986 | "Mother of Mercy"                  | Samhain                              | 2. Tushino Air Field    | 2. Tushino Air Field    |
| 2008 | "My Apocalypse"2                   | Metallica                            | 9. The Stone Nightclub  | 9. Death Magnetic       |
| 1994 | "No Excuses"                       | Alice in Chains                      | 2. Tushino Air Field    | 2. Tushino Air Field    |
| 1999 | "No Leaf Clover"                   | Metallica                            | 3. Metallica at Tushino | 3. Metallica at Tushino |
| 1991 | "Nothing Else Matters"             | Metallica                            | 3. Metallica at Tushino | 3. Metallica at Tushino |
| 1988 | "One"                              | Metallica                            | 5. Damaged Justice Tour | 7. Donington Park       |
| 1986 | "Orion"                            | Metallica                            | 4. Hammersmith Apollo   | 3. Metallica at Tushino |
| 1991 | "Sad But True"                     | Metallica                            | 3. Metallica at Tushino | 4. Hammersmith Apollo   |
| 1983 | "Seek & Destroy"                   | Metallica                            | 6. The Meadowlands      | 6. The Meadowlands      |
| 1988 | "The Shortest Straw"               | Metallica                            | 7. Donington Park       | 7. Donington Park       |
| 1999 | "Stacked Actors"                   | Foo Fighters                         | 4. Hammersmith Apollo   | 4. Hammersmith Apollo   |
| 1974 | "Stone Cold Crazy"                 | Queen                                | 6. The Meadowlands      | 5. Damaged Justice Tour |
| 1986 | "The Thing That Should Not Be"     | Metallica                            | 8. The Ice Cave         | 8. The Ice Cave         |
| 2001 | "Toxicity"                         | System of a Down                     | 4. Hammersmith Apollo   | 4. Hammersmith Apollo   |
| 1973 | "Tuesday's Gone"                   | Lynyrd Skynyrd                       | 2. Tushino Air Field    | 2. Tushino Air Field    |
| 1976 | "Turn the Page" (Directe)          | Bob Seger and the Silver Bullet Band | 2. Tushino Air Field    | 2. Tushino Air Field    |
| 1991 | "The Unforgiven"                   | Metallica                            | 1. The Forum            | 1. The Forum            |
| 1990 | "War Ensemble"                     | Slayer                               | 7. Donington Park       | 7. Donington Park       |
| 1990 | "War Inside My Head"               | Suicidal Tendencies                  | 5. Damaged Justice Tour | 4. Hammersmith Apollo   |
| 1986 | "Welcome Home (Sanitarium)"        | Metallica                            | 4. Hammersmith Apollo   | 4. Hammersmith Apollo   |
| 1991 | "Wherever I May Roam"              | Metallica                            | 4. Hammersmith Apollo   | 4. Hammersmith Apollo   |
| 1983 | "Whiplash"                         | Metallica                            | 7. Donington Park       | 5. Damaged Justice Tour |

## Cançons descarregables
No obstant encara no s'ha anunciat la disponibilitat de material descarregable pel videojoc, amb les consoles PlayStation 3 i Xbox 360 es poden adquirir les cançons del darrer àlbum de Metallica, Death Magnetic a través de les respectives botigues virtuals PlayStation Store i Xbox Live Marketplace. Aquestes cançons esdevenen disponibles automàticament en el vuitè escenari del mode carrera, "The Ice Cave".